# Korytnica (gmina w województwie wołyńskim)
Korytnica – dawna gmina wiejska istniejąca do 1939 roku w województwie wołyńskim w Polsce (obecnie na Ukrainie). Siedzibą gminy była Korytnica (nad Bugiem).
Pod zaborami w powiecie włodzimierskim guberni wołyńskiej.
W okresie międzywojennym gmina Korytnica należała do powiatu włodzimierskiego w województwie wołyńskim II RP. 
9 grudnia 1933 z gminy wyłączono kolonie Aleksandrówka i Sewerynówka, które przyłączono do sąsiedniej gminy Werba. 
Według stanu z dnia 4 stycznia 1936 roku gmina składała się z 28 gromad. Po wojnie obszar gminy Korytnica został odłączony od Polski i włączony do Ukraińskiej SRR.